# فراسوی ساختگرایی و هرمنوتیک
فراسوی ساختگرایی و هرمنوتیک نام کتابی دربارهٔ میشل فوکو فیلسوف فرانسوی است.
در این کتاب، آراء فوکو درباره جایگاه هرمنوتیک، کردار گفتمانی به عنوان پدیدارشناسی، تحلیل تعبیری قدرت و انسان توسط نویسندگان کتاب هیوبرت دریفوس و پل رابینو مورد بحث قرار گرفته‌است.
این کتاب با ترجمه حسین بشیریه توسط نشر نی منتشر شده‌است.

## کردار گفتمانی
نویسندگان کتاب "فراسوی ساختگرایی و هرمنوتیک"، نظرات فوکو درباره کردار گفتمانی را طبق کتابهای فوکو با نام‌های "دیوانگی و تمدن" و "تولد درمانگاه" مرور کرده‌اند. فوکو در کتاب اولش، تاریخ دیوانگی را شرح داده و گسست‌های فرهنگی را با بحث طرد و حبس دیوانگان و نیز با تاکید بر تنش و تعارض استمرار و گسست در قدرت و گفتمان را مطرح کرده‌است. فوکو در کتاب دومش، رفتارهای انسانی را به عنوان ابژه بررسی کرده. این کتاب نشانه ساختگرایی فوکو است و او در کتاب دومش نیز مطرح کرده که ساخت‌های عمیق موجود در ورای دانش پزشکی یا هر علم دیگری که مربوط به انسان‌شناسی باشد را می‌توان از روش دیرینه‌شناسی مطالعه کرد.

### تحلیل فوکو درباره هرمنوتیک در علوم انسانی
فوکو هرمنوتیک بدگمانی را روشی مقبول در علوم انسانی دانسته و مطرح کرده که باید از بازنمایی معنای پشت ظواهر دست کشید. از نظر او این ظواهر مجموعه‌ای سازمان‌نیافته از کردارهای تاریخی است که علوم انسانی را تشکیل داده‌است. فوکو هرمنوتیک را "تفسیر" می‌نامد و آن را درباره نظر خود به کار می‌برد. او دیوانگی را تجربه عمیقی از معنای انسان بودن می‌داند که رازگونه‌است که عقلانیت و گفتمان استتار، آن را پوشانده‌است. او دیوانگی را به مواردی چون ممنوعیت‌ها، نمادها، تصویرهای عینی، وحی و الهام و نیز به هرآنچه رمزآمیز و فراسوی خویشتن آدمی است ربط می‌دهد.

### دیرینه‌شناسی پزشکی از دیدگاه فوکو
دیدگاه‌های فوکو درباره جستجوی حقیقت در ورای تجربه مطابقت با ساختگرایی دهه ۱۹۶۰ فرانسه دارد. فوکو توضیح می‌دهد که معرفت و زبان قواعد یکسانی دارند. این قواعد نظریات گفتمان کردارها و حساسیت یک دوره و شامل درک علمی از معنای انسان بودن می‌باشد. از نظر فوکو این ساختارها در برخی از دوره‌های حساس زمانی به شیوه‌ای گسسته و منقطع دچار دگرگونی و تغییر شده‌است. فوکو دیرینه‌شناسی پزشکی را که زمان و اهمیت این گسست را مطرح کرده می‌پذیرد و از خود می‌پرسد که آیا می‌توان تحلیل ساختاری را جانشین تفسیر کرد؟ او در پاسخ در زمینه دیرینه‌شناسی پزشکی این نظریه را مطرح می‌کند که می‌توان روشی را پیدا کرد که برای پیدا کردن معنای عمیق‌تر و حقیقت اساسی‌تر در این زمینه گفتمانی را به گفتمانهای دیگر نیفزاید. از نظر او تغییر طبّ کلاسیک به طبّ مدرن پشتوانه زبان را شکل می‌دهد.

## منبع
- هیوبرت دریفوس و پل رابینو، میشل فوکو: فراسوی ساختگرایی و هرمنوتیک، ترجمه حسین بشیریه، چاپ سوم، نشر نی، ۱۳۸۲، تهران.